# Fotoform
Fotoform fue una asociación de fotógrafos que surgió en Alemania tras la Segunda Guerra Mundial y que trataba de recuperar la importancia de la fotografía como un medio de creación artística, difundiendo los principios de la Bauhaus. La evolución de este grupo dio lugar a la corriente artística de la fotografía subjetiva.

## Formación del grupo
Fue fundado por Wolfgang Reisewitz en 1949, tras una exposición fotográfica celebrada en Neustadt an der Weinstraße y participaron Otto Steinert, Ludwig Windstosser, Peter Keetman, Toni Schneiders y Siegfried Lauterwasser, posteriormente se incorporaron Heinz Hajek-Halke y Christer Strömholm. Ese año realizaron su primera exposición en Milán y Colonia, su contenido estaba basado en los trabajos de la Bauhaus en los años veinte y se podían contemplar fotos de elementos naturales con encuadres abstractos, de sombras y tomas distorsionadas que habían sido manipuladas posteriormente en el laboratorio fotográfico. De este modo reivindicaban el experimentalismo fotográfico y la importancia de la intervención del fotógrafo.

## Influencias posteriores
Su principal influencia se realiza a través del movimiento de la fotografía subjetiva que recoge aportaciones de la mayoría de fotógrafos relevantes de la época: Henri Cartier-Bresson, Raoul Hausmann, Robert Doisneau, Irving Penn o William Klein.
Su aportación se muestra como una protesta contra las corrientes fotográficas vigentes tras la Segunda Guerra Mundial: el fotoperiodismo y la fotografía academicista, basada en una forma estereotipada de los planteamientos estéticos y próxima a una imitación de los modelos pictóricos. Frente a ellos proponen una revalorización de los trabajos fotográficos de las décadas de 1920-1930 y un empleo más experimental de los recursos fotográficos y por tanto una mayor libertad creativa. Se considera que este grupo es uno de los principales reivindicadores de la imagen abstracta obtenida por medios fotográficos, de la forma de lo fotografiado frente al su contenido.
Su influencia en España se realizó mediante los contactos con el grupo fotográfico AFAL que era pionero en la fotografía de los años cincuenta y sesenta.
En 1999 el grupo Fotoform recibe el premio de cultura de la asociación alemana de fotografía, especialmente para Siegfried Lauterwasser, Wolfgang Reisewitz y Toni Schneiders. Otros componentes del grupo recibieron este premio anteriormente, lo que supone un reconocimiento a su labor en Alemania.